# Igor Plotnitski
Igor Venediktovitch Plotnitski (en russe : И́горь Венеди́ктович Пло́тницкий, en ukrainien : Ігор Венедиктович Плотницький - Ihor Venedyktovytch Plotnytsky), né le 26 juin 1964 à Kelmentsi, est un militaire et dirigeant séparatiste ukrainien pro-russe.
Il est ministre de la Défense de la république populaire de Louhansk (RPL) en 2014 et président de cette république autoproclamée de 2014 à 2017.

## Biographie

### Carrière professionnelle
Officier de réserve de l'Armée rouge, il se lance dans les activités commerciales après la chute de l'Union soviétique. En 2004, il rejoint l’inspection régionale des droits de consommateurs.

### République populaire de Lougansk
Après la déclaration d’indépendance de la république populaire de Lougansk (RPL), Plotnitski s’engage au côté des séparatistes. Le 21 mai 2014, il devient le ministre de la Défense de la république autoproclamée,,,.
Le 14 août 2014, Valéri Bolotov, président de la RPL, annonce sa démission et son remplacement par Plotnitski. Entre le 20 août 2014 et le 26 août 2014, il exerce la fonction de Premier ministre de la RPL,. Le 2 novembre 2014, il est élu président de la RPL,.
En juin 2015, il affirme, devant une université russe, que l'Euromaïdan serait dû à un « complot juif ».

#### Coup d'État de 2017 à Louhansk
Du 20 au 24 novembre 2017, son chef des services secrets Leonid Passetchnik et son ministre de l'intérieur Igor Kornet, soutenus par la république populaire de Donetsk (RPD) et probablement par la Russie, mènent un coup d’État contre lui. Cette opération contraint Plotniski à fuir Louhansk et à se réfugier à Moscou, puis à démissionner, le 24 novembre, officiellement pour des raisons de santé. Passetchnik le remplace à la tête de la RPL par intérim.

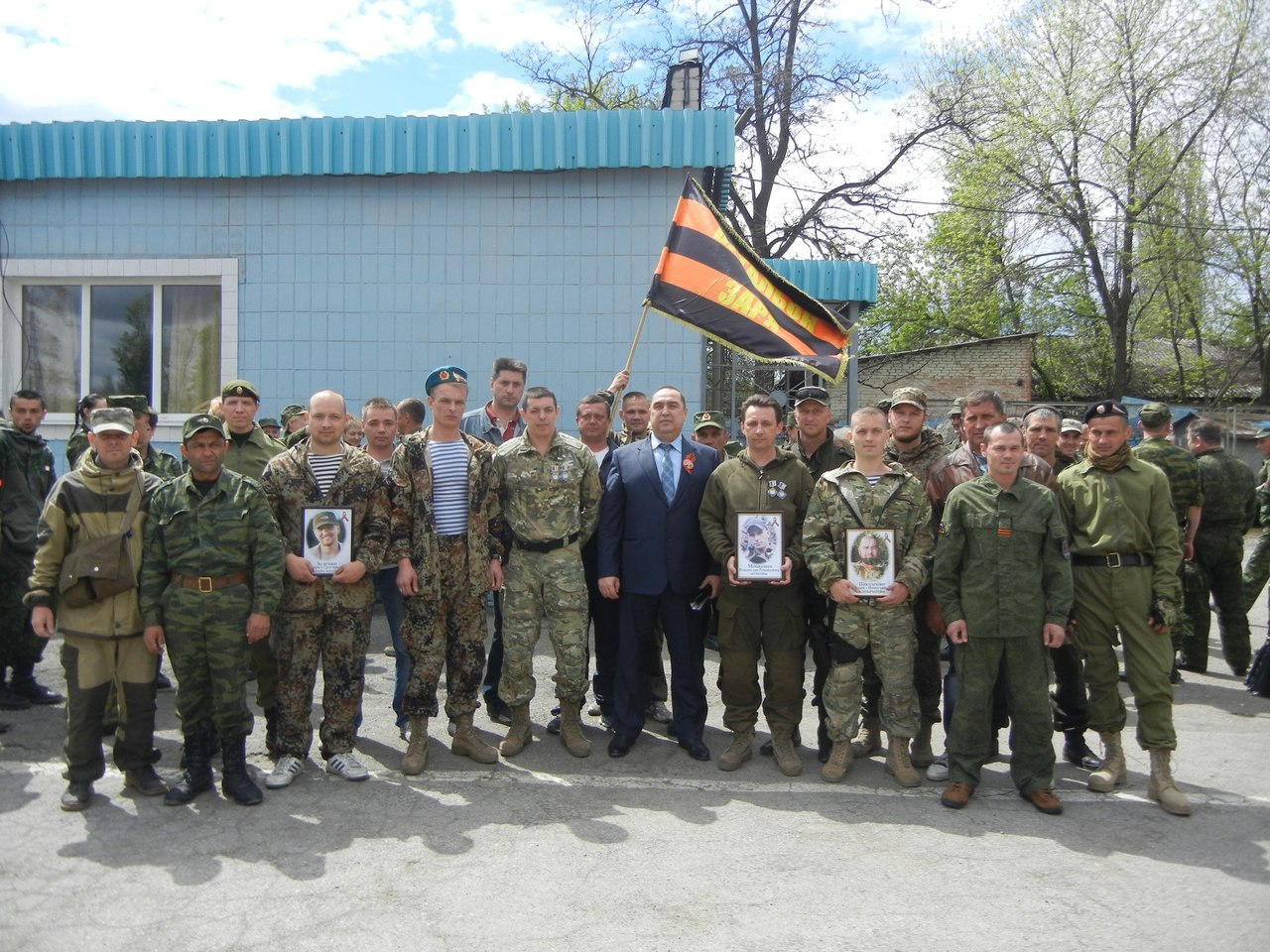
Igor Plotnitski avec des combattants du bataillon Zaria.